# Maurice Guiraud-Rivière

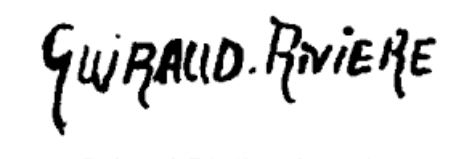
Signatur Maurice Guiraud-Rivière

Maurice Guiraud-Rivière (* 10. Februar 1881 in Toulouse, Frankreich; † 1947) war ein französischer Maler, Zeichner und Bildhauer.

## Leben
Guiraud-Rivière fuhr mit 15 Jahren erst zur See, mit 20 Jahren betätigte er sich dann als Schauspieler. Darauf studierte der Neffe des Bildhauers Theodore Rivière an der École nationale supérieure des beaux-arts de Paris als Schüler von Antonin Mercié.

## Werk

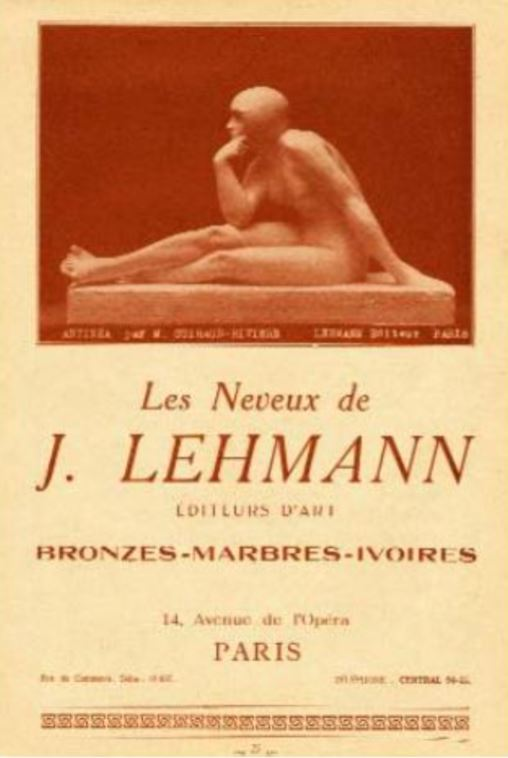
Reklame von Les Neveux de Jules Lehmann, etwa 1930. Abgebildet ist die Skulptur Antinèa von Maurice Guiraud-Rivière.

Plakat von Maurice Guiraud-Rivière für Air France, etwa 1935.

Der Bildhauer schuf zahlreiche chryselephantine Statuetten aus Bronze und Elfenbein im Stil des Art déco, von denen einige emailliert waren. Neben seinen Frauenakten bildete er Themen aus dem Sport, der Luftfahrt und der Automobilwelt ab. Die meisten seiner Arbeiten wurden von der Kunstgießerei Edmond Etling handwerklich umgesetzt und vertrieben. Auch Les Neveux de Jules Lehmann und André Fau waren für ihn als Éditeur d’art (Kunstverleger) tätig. Einige der Arbeiten von Guiraud-Rivière wurden vom französischen Staat und der Stadt Paris angekauft, darunter David laçonte la fronde und Enigme.
Guiraud-Rivière war zudem bekannt für seine zwischen 1919 und 1930 geschaffenen Kühlerfiguren. Zudem formgestaltete er zwischen 1911 und 1923 Porzellanfiguren für die Manufacture royale de porcelaine de Sèvres und Robj.
Eine Reise nach Marokko 1933 inspirierte den Maler Guiraud-Rivière zu einigen orientalistischen Aquarellen. Nach seiner Reise stellte er Plakate für die Marokkanische Eisenbahngesellschaft und die Air France her. Zudem produzierte er Zeichnungen und Illustrationen für mehrere Magazine. Er ist weniger bekannt als Zeichner von humoristischen Bildergeschichten.

### Ausstellungen (Auswahl)
Auf dem Société du Salon d’Automne zeigte Guiraud-Rivière 1906 seine Arbeiten Groupe de combatants und Danseuse Espagnole. 1907 stellte er auf dem Salon der Société des Artistes Français und dem Salon des Humoristes aus. 1914 erhielt er dort ein Mention honorable. Er setzte seine Ausstellungstätigkeit in der Société des Artistes Français in den 1920er und 1930er Jahren fort und nahm auch auf der Weltfachausstellung Paris 1937 teil.

### Arbeiten (Auswahl)
| | |
| Guiraud-Rivière schuf mehrere Statuetten zum Thema „Frau mit Ball“, zum Beispiel Balle blanche und Jeu avec une balle. Andere Arbeiten mit Frauendarstellungen waren: - Bacchante - Bacchante dansant - Danse au tambourin - Eve moderne - Femme à la perruche - Femme aux deux chevreaux - La chauve souris - La rose de Bagdad - L'éveil - L'imploration - Nordica (Frau mit zwei Eisbären) - Nu Art déco - Nu assis - Pamela à la flûte de Pan - Pensées - Rêverie diurne - Stella Bei den folgenden Werken widmete er sich dem Thema „Tier“: - Ecureuils - Les éléphants au ballon - Lionne - Tigre marchant | Mit den folgenden Arbeiten nahm er das Thema „Sport“ auf: - Athlète saluant (Olympischer Gruß) - Avant la course - Fin de course - Joueurs de Rugby - Lanceur de javelot - La pesée - Les coureurs - Le gagnant - Le perdant - Patineur - Retour à l'écurie - Saut d'obstacle - Sauteur de haie Er fertigte unter anderem folgende Kühlerfiguren: - Boxeur (nach Georges Carpentier) - Femme à la boule (1920) - L'équilibre au vent (1925) - Aida (1925) - Icare (1920) - Pierrot à la lanterne (1925) - Archer égyptien (für Automobiles Grégoire) - Singe se mirant (1920) - Kangourou Art déco (1925) |

In Porzellan entstanden die Werke Tête de femme und Venezia.